# 医生ケ丘
医生ケ丘（いせいがおか）は福岡県北九州市八幡西区の町。住居表示実施済み。郵便番号は807-0804。

## 地理
八幡西区の北部西側に位置し、北に浅川学園台、北東に光貞台、東に千代ケ崎、南に大浦、西に藤原と接する。

### 湖沼
- 龍ヶ池

## 地域の特徴
町域の北縁に沿って県道11号有毛引野線が通る。東縁の市道は通称「産医大通り」と呼ばれている。町域の大半は産業医科大学の敷地となっており、大学の他に産業医科大学病院，学生寮，ラマティー保育園などがある。町域の北部は住宅地となっている。光貞台交差点の角には折尾警察署産業医大前交番がある。

## 歴史
昭和40年代後半から50年代前半にかけて、大規模に施行された組合施行による土地区画整理事業区域の一角であり、昭和53年に産業医科大学が開校した
。

### 地名の由来
産業医科大学にちなむ。

### 沿革
- 1978年（昭和52年）6月1日 - 医生ケ丘新設[5][6]。

### 町名の変遷
| 実施内容          | 実施年月日               | 実施後   | 実施前                     |
| ----------------- | ------------------------ | -------- | -------------------------- |
| 町名新設 住居表示 | 1978年（昭和52年）6月1日 | 医生ケ丘 | 大字浅川，大字本城の各一部 |

## 世帯数と人口
2025年（令和7年）3月31日現在（北九州市発表）の世帯数と人口は以下の通りである。
| 町       | 世帯数  | 人口  |
| -------- | ------- | ----- |
| 医生ケ丘 | 686世帯 | 906人 |

### 人口の変遷
国勢調査による人口の推移。
| 1995年（平成7年）  | 1,306人 | [ 7 ]  |  |
| 2000年（平成12年） | 1,329人 | [ 8 ]  |  |
| 2005年（平成17年） | 1,350人 | [ 9 ]  |  |
| 2010年（平成22年） | 1,342人 | [ 10 ] |  |
| 2015年（平成27年） | 1,518人 | [ 11 ] |  |
| 2020年（令和2年）  | 1,401人 | [ 12 ] |  |

### 世帯数の変遷
国勢調査による世帯数の推移。
| 1995年]（平成7年） | 746世帯   | [ 7 ]  |  |
| 2000年（平成12年） | 812世帯   | [ 8 ]  |  |
| 2005年（平成17年） | 890世帯   | [ 9 ]  |  |
| 2010年（平成22年） | 895世帯   | [ 10 ] |  |
| 2015年（平成27年） | 1,072世帯 | [ 11 ] |  |
| 2020年（令和2年）  | 1,053世帯 | [ 12 ] |  |

## 学区
市立小・中学校に通う場合、学区は以下の通りとなる。
| 町       | 街区     | 小学校                 | 中学校               |
| -------- | -------- | ---------------------- | -------------------- |
| 医生ケ丘 | 1番      | 北九州市立医生丘小学校 | 北九州市立浅川中学校 |
| 医生ケ丘 | 2 - 10番 | 北九州市立光貞小学校   | 北九州市立浅川中学校 |

## 交通

### バス
域内のバス停と系統は以下のとおりである。
| 運行事業者 | 運行事業者           | 西鉄バス北九州 | 西鉄バス北九州 | 西鉄バス北九州 | 西鉄バス北九州 | 西鉄バス北九州 | 北九州市交通局 | 北九州市交通局 | 北九州市交通局 | 北九州市交通局 | 北九州市交通局 | 北九州市交通局 |
| 系統       | 系統                 | 74             | 74-1           | 77             | 80             | エアポートバス | 31循           | 33             | 35             | 36             | 54             | 第二浅川橋     |
| 停留所     | 産業医科大学病院     | ○              | ○              | ○              |                |                | ○              | ○              |                |                | ○              |                |
| 停留所     | 西門前               | ○              | ○              | ○              |                |                | ○              | ○              | ○              |                | ○              |                |
| 停留所     | 産業医科大学病院入口 |                |                | ○              | ○              | ○              | ○              | ○              | ○              | ○              | ○              |                |
| 停留所     | 本城西団地           |                |                | ○              | ○              |                | ○              | ○              | ○              | ○              | ○              |                |
| 停留所     | 浅川学園台入口       |                |                | ○              | ○              |                |                | ○              | ○              |                |                | ○              |
| 停留所     | 光貞小学校前         |                |                |                |                |                |                | ○              | ○              |                |                | ○              |

### 道路
- 県道11号有毛引野線

## 施設

### 役所・公的機関
- 折尾警察署産業医大前交番

### 医療施設
- 産業医科大学病院

### 教育施設
- 産業医科大学

### 社会福祉施設
- ラマティー保育園

### 公園
- 医生ヶ丘公園